# Roc de la Collada
El Roc de la Collada és una muntanya rocosa de 1.074,2 m alt del límit dels termes comunals d'Estoer i Clarà i Villerac, tots dos de la comarca del Conflent, a la Catalunya del Nord.
És a l'oest del terme d'Estoer i a l'est del de Clarà i Villerac. És a prop al sud-est de l'església de Sant Esteve de Pomers, del terme de Clarà i Villerac, a ponent de Llec i al nord-oest del Refugi de Mas Malet.